# Gnophos infuscatus
Gnophos infuscatus là một loài bướm đêm trong họ Geometridae.